# URL Badman
"URL Badman" é uma canção da cantora e compositora britânica Lily Allen, lançada em 13 de julho de 2014 como o quarto single de seu terceiro álbum de estúdio, Sheezus. A canção foi escrita pela própria Lily Allen com auxílio de parceiro de longa data Greg Kurstin. Um videoclipe musical da canção foi lançado em 2 de julho de 2014 na página oficial de Allen no YouTube.

## Canção
Na música, há uma introdução. Um diálogo entre um menino chamado Alexander e sua mãe. Alex está no quarto passando um trote na internet quando a mãe de Alex chama-o para o jantar. O tema principal da canção é a internet, e as coisas ruins que os usuários fazem com ela.
O lado B "Bass Like Home" tem um tema sobre o Reino Unido e a vida de Allen no país. A canção não está disponível nos Estados Unidos.

## Faixas e formatos
| Download digital |                                        |         |  |
| N.º              | Título                                 | Duração |  |
| 1.               | "URL Badman"                           | 3:39    |  |
| 2.               | "Sheezus" (Redlight Deconstructed Mix) | 4:37    |  |
| 3.               | "Bass Like Home"                       | 3:59    |  |

## Desempenho nas tabelas musicais
| Tabela musical (2014)                 | Melhor posição |
| ------------------------------------- | -------------- |
| Reino Unido - Official Charts Company | 93             |